# ジム・コルボーン
ジェームズ・ウィリアム・コルボーン（James William Colborn、1946年5月22日 - ）は、アメリカ合衆国カリフォルニア州サンタ・ポーラ出身の元プロ野球選手（投手、右投右打）・コーチ・スカウト。

## 経歴

### プロ入り前
1945年にサンタ・ポーラで生まれ、サンタ・ポーラ高校を卒業、在学中は生徒会長を務め、アメリカンフットボール、バスケットボール、野球の3競技を行っていた。
ウィッティア・カレッジに進学し社会学の学位を得た。大学では、バスケットボールと野球を続けた。在学中には、コペンハーゲン大学への留学経験がある。卒業後、ワシントン大学の修士課程へ進み、エディンバラ大学に留学した。エディンバラ大学では、バスケットボールと野球のスコットランド大学代表に選出された。

### プロ入りとカブス時代
1966年、オランダで開催されたヨーロッパ学生オールスターゲームに出場し21三振を奪うが、その数日前にシカゴ・カブスが接触しており、1967年6月19日フリーエージェント扱いで契約した。当初シングルAのローダイ・クラッシャーズに所属していた。
1968年にはダブルAのサンアントニオ・ミッションズへ昇格した。
1969年、冬季のアリゾナ教育リーグを経てトリプルAのタコマ・カブスへ所属した。
1969年7月13日、フィラデルフィア・フィリーズ戦でMLB初登板。先発投手として5回1/3イニングを投げ、勝利投手となった。シカゴ・カブスでは、主にリリーフ投手として用いられ、先発を数試合こなす起用であった。
1970年8月14日のロサンゼルス・ドジャース戦で先発、ドン・サットンから初安打・初打点を記録している。
1971年には、タコマ・カブスへの降格もあった。

### ブルワーズ時代
1971年12月3日にミルウォーキー・ブルワーズへトレードされた。
1973年に同年のMLBオールスターゲームに選出されたが、出場機会はなかった。同年、ミルウォーキー・ブルワーズ初の20勝投手となった。
1976年まで在籍したが、この3年間は負け越しが続いた、

### ロイヤルズ時代
1976年12月6日、カンザスシティ・ロイヤルズへトレードされた。
1977年5月14日、テキサス・レンジャース戦でノーヒットノーランを達成した。この年、18勝を上げている。
1978年は、1勝を上げるも防御率は4.76と振るわなかった。

### マリナーズ時代
1978年シーズン途中にシアトル・マリナーズへトレードされた。
マリナーズでは、防御率5.35、3勝10敗と結果を残せず、フリーエージェントとなったが、契約するチームは現れなかった。

### 引退後
引退後は3Aアイオワ・カブス投手コーチ（1984年 - 1986年）→カブス傘下マイナーリーグ巡回コーチ（1987年 - 1989年）を務め、アイオワ時代の1985年にはかつて所属したローダイ・クラッシャーズのベンチュラ郡への移転に係わっており、自らの名前を付けたジム・コルボーン・ベースボール・リーグを主催している。
1990年には来日し、オリックス一・二軍投手コーチに就任。その後は一軍投手コーチ（1991年 - 1992年）、二軍投手コーチ（1993年）を務めた。
帰国後はアスレチックス傘下1Aウェストミシガン・ホワイトキャップス監督（1994年 - 1995年）→モデスト・ナッツ監督（1996年）を経て、マリナーズ環太平洋スカウト（1997年 - 2000年）を務め、この時期にイチロー・佐々木主浩の入団に係わっている。1999年の映画ラブ・オブ・ザ・ゲームでは3塁コーチ役として出演。
その後はジム・トレーシー監督の下でドジャース（2001年 - 2005年）→パイレーツ（2006年 - 2007年）の投手コーチを歴任し、ドジャース時代の2004年には日米野球のMLB選抜投手コーチとして来日した。
コーチ退任後はレンジャースの環太平洋スカウト部長（2007年 - 2012年）、2013年にはシニア・アドバイザーとなった。
2016年6月6日に第28回ハーレムベースボールウィークのオーストラリア代表コーチを務めることが発表された。

## 詳細情報

### 年度別投手成績
| 年 度     | 球 団     | 登 板 | 先 発 | 完 投 | 完 封 | 無 四 球 | 勝 利 | 敗 戦 | セ 丨 ブ | ホ 丨 ル ド | 勝 率 | 打 者 | 投 球 回 | 被 安 打 | 被 本 塁 打 | 与 四 球 | 敬 遠 | 与 死 球 | 奪 三 振 | 暴 投 | ボ 丨 ク | 失 点 | 自 責 点 | 防 御 率 | W H I P |
| --------- | --------- | ----- | ----- | ----- | ----- | -------- | ----- | ----- | -------- | ----------- | ----- | ----- | -------- | -------- | ----------- | -------- | ----- | -------- | -------- | ----- | -------- | ----- | -------- | -------- | ------- |
| 1969      | CHC       | 6     | 2     | 0     | 0     | 0        | 1     | 0     | 0        | --          | 1.000 | 65    | 14.2     | 15       | 2           | 9        | 1     | 1        | 4        | 0     | 1        | 6     | 5        | 3.07     | 1.636   |
| 1970      | CHC       | 34    | 5     | 0     | 0     | 0        | 3     | 1     | 4        | --          | 0.750 | 327   | 72.2     | 88       | 3           | 23       | 6     | 1        | 50       | 1     | 1        | 37    | 29       | 3.59     | 1.528   |
| 1971      | CHC       | 14    | 0     | 0     | 0     | 0        | 0     | 1     | 0        | --          | 0.000 | 50    | 10.1     | 18       | 1           | 3        | 0     | 0        | 2        | 0     | 0        | 8     | 8        | 6.97     | 2.032   |
| 1972      | MIL       | 39    | 12    | 4     | 1     | 1        | 7     | 7     | 0        | --          | 0.500 | 608   | 147.2    | 135      | 14          | 43       | 7     | 2        | 97       | 5     | 0        | 51    | 53       | 3.11     | 1.205   |
| 1973      | MIL       | 43    | 36    | 22    | 4     | 3        | 20    | 12    | 1        | --          | 0.625 | 1287  | 314.1    | 297      | 21          | 87       | 5     | 3        | 135      | 6     | 1        | 111   | 133      | 3.18     | 1.222   |
| 1974      | MIL       | 33    | 31    | 10    | 1     | 1        | 10    | 13    | 2        | --          | 0.435 | 938   | 224      | 230      | 27          | 60       | 4     | 6        | 83       | 3     | 0        | 101   | 104      | 4.06     | 1.295   |
| 1975      | MIL       | 36    | 29    | 8     | 1     | 0        | 11    | 13    | 0        | --          | 0.458 | 879   | 206.1    | 215      | 18          | 65       | 5     | 5        | 79       | 5     | 0        | 98    | 111      | 4.27     | 1.357   |
| 1976      | MIL       | 32    | 32    | 7     | 0     | 2        | 9     | 15    | 0        | --          | 0.375 | 937   | 225.2    | 232      | 20          | 54       | 9     | 2        | 101      | 6     | 2        | 93    | 97       | 3.71     | 1.267   |
| 1977      | KCR       | 36    | 35    | 6     | 1     | 0        | 18    | 14    | 0        | --          | 0.563 | 1023  | 239      | 233      | 22          | 81       | 2     | 13       | 103      | 8     | 3        | 96    | 106      | 3.62     | 1.314   |
| 1978      | KCR       | 8     | 3     | 0     | 0     | 0        | 1     | 2     | 0        | --          | 0.333 | 128   | 28.1     | 31       | 4           | 12       | 1     | 2        | 8        | 0     | 0        | 15    | 18       | 4.76     | 1.518   |
| 1978      | SEA       | 20    | 19    | 3     | 0     | 0        | 3     | 10    | 0        | --          | 0.231 | 502   | 114.1    | 125      | 21          | 38       | 1     | 6        | 26       | 2     | 1        | 68    | 77       | 5.35     | 1.426   |
| '78計     | SEA       | 28    | 22    | 3     | 0     | 0        | 4     | 12    | 0        | --          | 0.250 | 630   | 142.2    | 156      | 25          | 50       | 2     | 8        | 34       | 2     | 1        | 83    | 95       | 5.24     | 1.444   |
| MLB：10年 | MLB：10年 | 301   | 204   | 60    | 8     | 7        | 83    | 88    | 7        | --          | .485  | 6744  | 1597.1   | 1619     | 675         | 153      | 475   | 41       | 41       | 688   | 36       | 675   | 750      | 3.80     | 1.311   |

- 「-」は記録なし

出典:

### 代表歴
- 1966 ヨーロッパ学生オールスターゲーム スコットランド代表

### コーチ歴
- 2016 ハーレムベースボールウィーク オーストラリア代表